# Frappuccino
Frappuccino – należący do koncernu Starbucks Coffee Corp., zarejestrowany znak towarowy mrożonych napojów i napojów w butelce. Składa się z kawy zmieszanej z lodem i innymi składnikami. Nazwa pochodzi od połączenia słów frappe i cappuccino.